# Jane Arden (cómics)

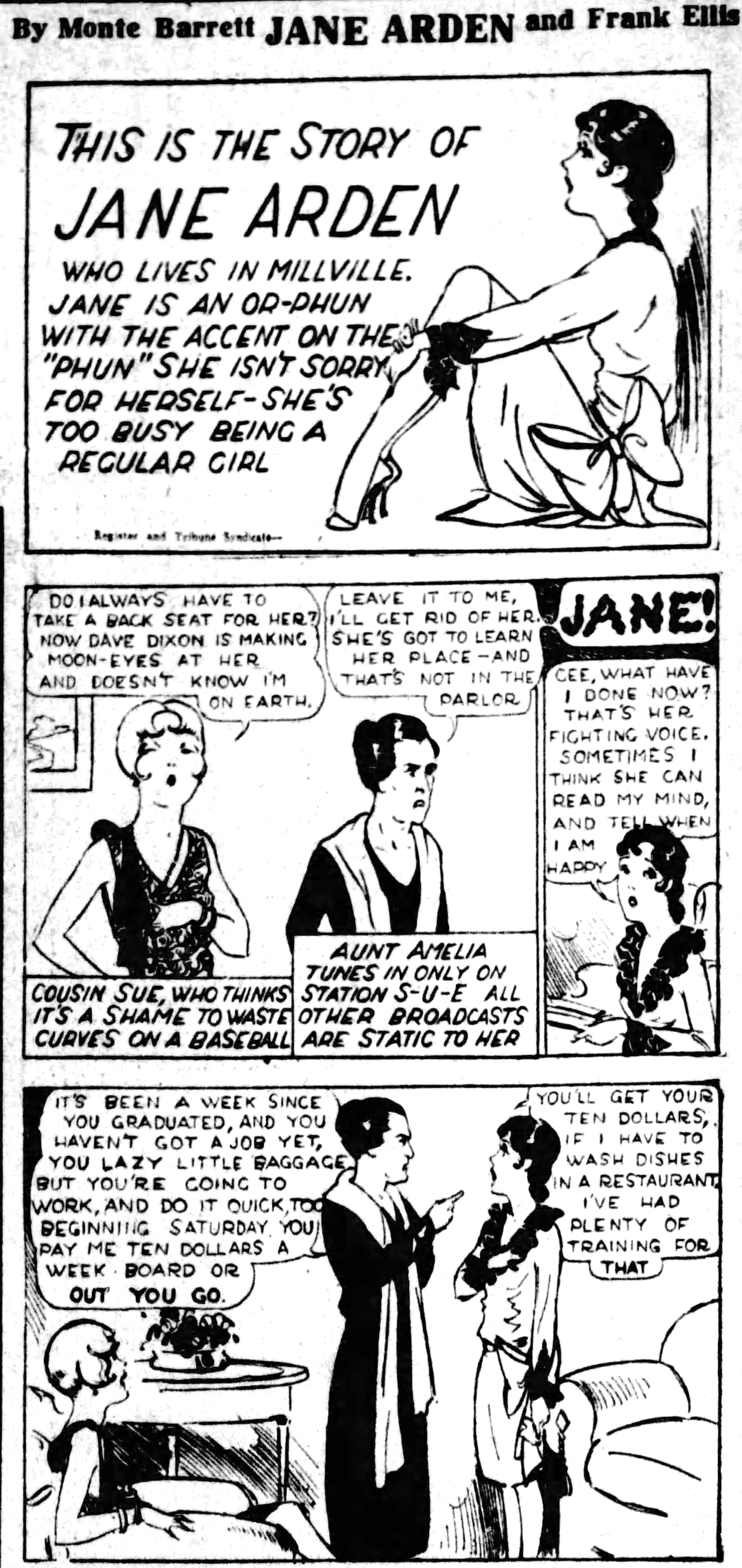
Panel de la tira de Jane Arden (26 de noviembre de 1928).

Jane Arden fue una tira cómica diaria sindicada y publicada internacionalmente en periódicos que se publicó entre el 26 de noviembre de 1928 y el 20 de enero de 1968. El personaje principal era la "reportera con agallas" original, que activamente buscaba infiltrarse y sacar a la luz las actividades delictivas en lugar de limitarse solo a reportar sobre sus consecuencias. Arden sirvió como el prototipo para personajes posteriores como el personaje secundario de Superman Lois Lane o su compañera heroína de historietas Brenda Starr, Reportera. La columnista Mary McGrory, ganadora del Pulitzer, dio crédito a Jane Arden por inculcarle su interés en el periodismo. 
Jane Arden solo tuvo un éxito moderado en los Estados Unidos, pero fue en cambio muy popular en otros países, como Canadá y Australia. La tira se reimprimió ampliamente en comic books y fue también adaptada tanto al cine como a la radio.

## Historia de la publicación
Jane Arden fue creada por el escritor Monte Barrett y el dibujante Frank Ellis para el sindicato de periódicos Register and Tribune. Barrett escribió la tira hasta su muerte en 1949, y sus historias se siguieron usando hasta 1952, cuando Walt Graham asumió las funciones de guionista. Ellis fue uno de los cinco artistas que dibujó a Jane Arden durante los 41 años de duración de la historieta.
La obra de quien reemplazara a Ellis, Russell E. Ross, es quizás la que más se identifica con el personaje, ya que dibujó la tira durante 20 años.
Durante los últimos años de la tira, bajo la dirección del creador Bob Schoenke, la serie se combinó con otra tira del sindicato Register and Tribune, Laredo Crockett, para así convertirse en Laredo y Jane Arden (entre 1964 y 1968).

### Creadores deJane Arden
- Monte Barrett (guion) y Frank Ellis (arte): 26 de noviembre de 1928 - 4 de febrero de 1933
- Monte Barrett (guion) y Russell E. Ross (arte): 6 de febrero de 1933-24 de septiembre de 1950
- Russell E. Ross (guion y arte): 25 de septiembre de 1950-1952guion
- Walt Graham (guion) y Russell E. R  (arte): 1952-1955
- Walt Graham (guion) y Jim Seed (arte): 1955-3 de septiembre de 1960
- Walt Graham (guion) y William Hargis (arte): 5 de septiembre de 1960-22 de febrero de 1964
- Bob Schoenke (guiony arte): 24 de febrero de 1964 - 20 de enero de 1968[1]

## Historia y personajes
Fue durante el período de Ross que la tira introdujo a Tubby, un sidekick que era un chico de oficina, y que venía  transportado de la tira previa de Ross, de Slim and Tubby. Fue durante este período que la tira incluyó por primera vez muñecas de papel de Jane Arden, así como atuendos que las acompañaban.
Jane Arden fue uno de los primeros personajes de historietas en tener parte en la Segunda Guerra Mundial. Inmediatamente después de que estallara la guerra en Europa, Barrett y Ross hicieron a un lado las historias en que trabajaban y le dieron a Arden una misión de guerra en el reino neutral y ficticio de Anderia (25 de septiembre de 1939).

## Reimpresiones
Reimpresiones de la tira  se publicaron en comic books, empezando por Famous Funnies # 2 (septiembre de 1934). Después del número 35, las reimpresiones aparecieron en Feature Funnies # 1 (octubre de 1937), publicada por Comic Favorites, Inc (editorial predecesora de Quality Comics, y de la que era copropietaria el sindicato de Register and Tribune ). 20 números más tarde, el título cambió al de Feature Comics. Las reimpresiones de Arden continuaron durante diez números más, y luego aparecieron en los primeros 25 números de Crack Comics.
Estados Unidos:
- Feature Funnies # 1-20 (octubre de 1937 – mayo de 1939; Comic Favorites, Inc.)
- Feature Comics # 21-31 (junio de 1939 – abril de 1940; Quality Comics)
- Crack Comics # 1-25 (mayo de 1940 – septiembre de 1942; Quality Comics)
- Pageant of Comics # 2 (octubre de 1947; St. John Publications)
- Jane Arden # 1-2 (marzo de 1948 – junio de 1948; St. John)

Australia:
- Jane Arden # 1-29 (1955–1956, Atlas Publications)

## En otros medios

### Radio
Un audiodrama de radioteatro de Jane Arden se transmitió entre 1938 y 1939 con Ruth Yorke en el papel principal de la "chica reportera intrépida, la mujer más bella del mundo de los periódicos." Emitido por primera vez en junio de 1938 en la WJZ de Nueva York, el programa se trasladó a la Blue Network el 26 de septiembre de 1938. Patrocinado por Ward Baking, la serie de 15 minutos se transmitía entre semana a las 10:15 a. m.. Otros actores y actrices en el reparto fueron Helene Dumas, Maurice Franklin, Frank Provo, Bill Baar, Henry Wadsworth y Howard Smith. Alan Kent era el locutor. Manny Siegel hacía los efectos de sonido para el director Lawrence Holcomb. La serie terminó el 23 de junio de 1939.

### Película
En 1939, la Warner Bros. lanzó una adaptación cinematográfica, Las aventuras de Jane Arden, con una historia en la que Jane Arden (Rosella Towne) se infiltra para sacar a la luz a una banda de contrabandistas de joyas. Sin embargo, su identidad es descubierta por uno de los líderes de la banda. Esta película, dirigida por Terry O. Morse, fue anunciada como la primera de una serie, pero no se produjeron películas posteriores de Jane Arden.